# Chiyonosuke Azuma
Chiyonosuke Azuma (東 千代之介 Azuma Chiyonosuke?,  Tokio, Japón, 19 de agosto de 1926 - ibídem, 9 de noviembre de 2000), cuyo verdadero nombre era Takayuki Wakawada (若和田 孝之 Wakawada Takayuki?), fue un actor y bailarín japonés. Azuma apareció en más de cuarenta películas desde 1954 hasta 1993.

## Carrera
Nacido en Tokio, Azuma asistió a la Universidad Nacional de Bellas Artes y Música de Tokio, mientras estudiaba danza japonesa bajo la tutela de Bandō Mitsugorō VIII. Se unió a Toei Company en 1954 y ganó renombre después de que su película debut, Yukinojo henge, fuera un éxito. Las películas protagonizadas con Yorozuya Kinnosuke, tal como la serie Fuefuki Dōji y Beni Kujaku, fueron algunas de las obras más populares durante la edad de oro jidaigeki en la década de 1950. Después de abandonar Toei en 1965, Azuma se centró en la enseñanza de danza mientras aparecía ocasionalmente en el cine, teatro y televisión.

## Filmografía

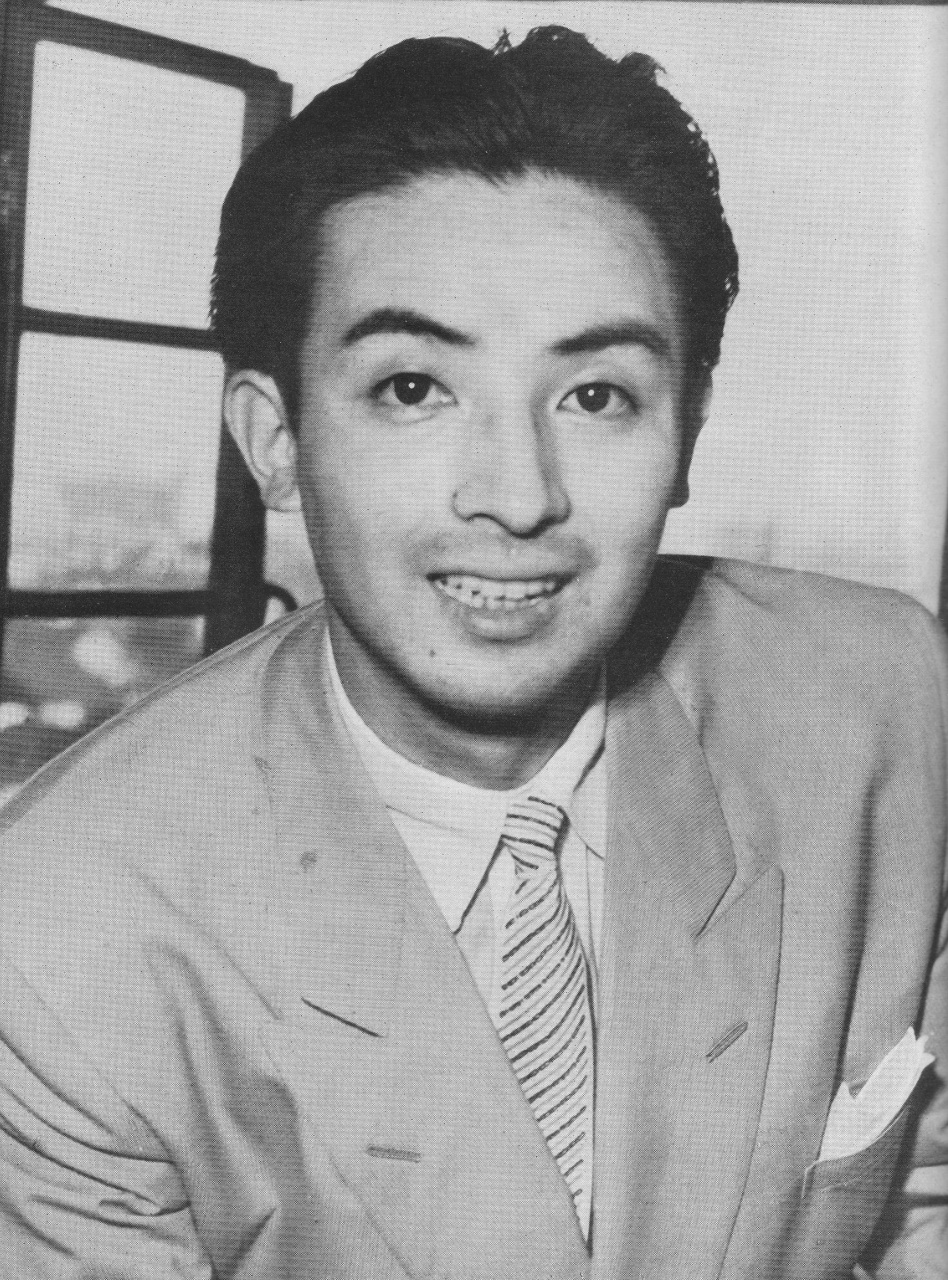
Azuma en 1955.

| - Shinsengumi Oni Taicho (1954) - Yukinojô henge - Fukushû no koi (1954) - Yukinojô Nakamura / Yamitarô - Yukinojô henge - Fukushû no mai (1954) - Yukinojô Nakamura / Yamitarô - Yukinojô henge - Fukushû no ken (1954) - Yukinojô Nakamura / Yamitarô - Shinshokoku monogatari: Fuefuki douji dai-ichi-bu dokuro no hata - Shinshokoku monogatari: Fuefuki douji dai-san-bu mangetsu-jô no gaika - Satomi Hakken-den: Dai-ichi-bu yôtô murasame maru (1954) - Satomi Hakken-den: Dai-ni-bu Hôryûkaku no ryûko (1954) - Satomi Hakken-den: Dai-san-bu kaibyô ranbu (1954) - Satomi Hakken-den: Dai-yon-bu ketsumei hakkenshi (1954) - Satomi Hakken-den: Kanketsu-hen akatsuki no kachidoki (1954) - Shinshokoku monogatari benikujaku 2: Noroi no mateki (1955) - Shinshokoku monogatari benikujaku 3: Tsuki no hakkotsu shiro (1955) - Ôedo senryô bayashi (1955) - Shinshokoku monogatari benikujaku 4: Kenmô ukinemaru (1955) - Shinshokoku monogatari benikujaku kanketsu-hen: Haikyo no hihô (1955) - Kaidan botan-dôrô (1955) - Yumiharizuki (1955) - Bijo to kairyu (1955) - Akō Rōshi: Ten no Maki, Chi no Maki (1956) - Takuminokami Asano - Kengô nitôryû (1956) - Sasaki Kojiro - Yûhi to kenjû (1956) - Rin'nosuke Date - Shinshokoku monogatari: Nanatsu no chikai kurosuisen no maki (1956) - Shinshokoku monogatari: Nanatsu no chikai doreisen no maki (1957) - Shinshokoku monogatari: Nanatsu no chikai gaisen uta no maki (1957) - Sasaki Kojiro (1957) - Sasaki Kojiro - Kaidan Banchô sara-yashiki (1957) - Mito kômon (1957) | - Sasaki Kojiro Kohen (1957) - Sasaki Kojiro - Ninkyō Shimizu-minato (1957) - Shichigoro - Junjô butai (1957) - Onmitsu Shichishoki (1958) - Ninkyo Tokaido (1958) - Hangoro - Hibari torimonocho: Kanzashi koban (1958) - Sasaki - Ninjutsu suikoden inazuma kotengu (1958) - Daibosatsu tôge - Dai ni bu (1958) - Ôedo shichininshû (1958) - Utamatsuri kanzashi matoi (1958) - Daibosatsu tôge - Kanketsu-hen (1959) - Hibari torimonochô: furisode koban (1959) - Tatsumaki bugyô (1959) - Kurama Tengu (1959) - Futari wakagishi (1959) - Beni-dasuki kenkajo (1959) - Mito Komon 3: All Star Version (1960) - Tenpô rokkasen - Jigoku no hanamichi (1960) - Ichinojô Kaneko - Hibari torimonochô: orizuru kago (1960) - Yatarô gasa (1960) - Magistrate Kuwayama - Suronin hyakuman-goku (1960) - Abare kago (1960) - Akō Rōshi (1961) - Horibe - Hangyakuji (1961) - Yurei-jima no okite (1961) - Wakasama yakuza (1961) - Kisaragi musô ken (1962) - Yoshimune Tokugawa - Chiisakobe (1962) - Washichi - Yoi-dore musoken (1962) - Hibari Chiemi no Yaji Kita Dochu (1963) - Seventeen Ninja (1963) - Bunzo Minuma - Kutsukake Tokijiro - yukyo ippiki (1966) - Kindaichi Kosuke no boken (1979) - Kojuro Akechi - Battle Fever J (1979-1980, TV Series) - General Tetsuzan Kurama - Jipangu (1990) - Ieyasu Tokugawa - Anego - Gokudô wo aishita onna: Kiriko (1993) - Wakasa |